# 天仁
天仁（）は、日本の元号の一つ。嘉承の後、天永の前。1108年から1110年までの期間を指す。この時代の天皇は鳥羽天皇。

## 改元
- 嘉承3年8月3日（ユリウス暦1108年9月9日） 鳥羽天皇の即位により改元
- 天仁3年7月13日（ユリウス暦1110年7月31日） 天永に改元

## 天仁年間の出来事
- 天仁元年（1108年）、浅間山が火山爆発指数VEI5の大噴火を起こし、上野国（群馬県）のほぼ全域が大量の火山灰で覆われ、信濃国 (長野県)側も追分火砕流と呼ばれる大火砕流により山麓の複数の集落が埋没した可能性がある[1]。

## 西暦との対照表
※は小の月を示す。
| 天仁元年（戊子） | 一月      | 二月※ | 三月 | 四月※ | 五月  | 六月※ | 七月※ | 八月   | 九月※ | 十月  | 十一月※ | 十二月   |           |
| ---------------- | --------- | ----- | ---- | ----- | ----- | ----- | ----- | ------ | ----- | ----- | ------- | -------- | --------- |
| ユリウス暦       | 1108/2/14 | 3/15  | 4/13 | 5/13  | 6/11  | 7/11  | 8/9   | 9/7    | 10/7  | 11/5  | 12/5    | 1109/1/3 |           |
| 天仁二年（己丑） | 一月      | 二月※ | 三月 | 四月  | 五月※ | 六月  | 七月※ | 八月※  | 九月  | 十月※ | 十一月  | 十二月※  |           |
| ユリウス暦       | 1109/2/2  | 3/4   | 4/2  | 5/2   | 6/1   | 6/30  | 7/30  | 8/28   | 9/26  | 10/26 | 11/24   | 12/24    |           |
| 天仁三年（庚寅） | 一月      | 二月※ | 三月 | 四月  | 五月※ | 六月  | 七月※ | 閏七月 | 八月※ | 九月  | 十月※   | 十一月   | 十二月※   |
| ユリウス暦       | 1110/1/22 | 2/21  | 3/22 | 4/21  | 5/21  | 6/19  | 7/19  | 8/17   | 9/16  | 10/15 | 11/14   | 12/13    | 1111/1/12 |